# Karim Dridi
Pour les articles homonymes, voir Dridi.
Karim Dridi, né le 9 janvier 1961 à Tunis, est un réalisateur, scénariste et producteur de cinéma franco-tunisien.

## Biographie
Né à Tunis d'un père tunisien et d'une mère française, Karim Dridi réalise ses premiers courts métrages dès l'enfance. C'est Zoé la boxeuse, présenté dans plusieurs festivals dont celui du court métrage de Grenoble, où il est primé, qui le fait remarquer.
En 1995, il réalise ses deux premiers longs métrages, Pigalle, en compétition à la Mostra de Venise, et Bye Bye, sélectionné dans la section Un certain regard à Cannes et couronné du prix de la jeunesse.
Après un documentaire sur Johannesbourg, Impression d'Afrique… du Sud, en 1996, et un autre sur Ken Loach l'année suivante, il tourne Cuba feliz, un road movie musical sélectionné à la Quinzaine des réalisateurs à Cannes.
En 2003, il tourne Fureur en sélection à la Berlinale. En 2007, il réalise et produit Khamsa, sélectionné à Locarno l'année suivante.
Il dirige Marion Cotillard et Guillaume Canet dans Le Dernier Vol tourné dans le désert du Sahara en 2009.
En 2013, il réalise et produit le documentaire Quatuor Galilée, premier prix au Medimed, le marché du documentaire méditerranéen de Sitges, en 2014.
Son long métrage Chouf, tourné pendant l'été 2015 dans les quartiers Nord de Marseille, sort en octobre 2016. Sélectionné au Festival de Cannes, Chouf obtient un beau succès et réalise 260 000 entrées.
Entre 2018 et 2020, il réalise avec Julien Gaertner le documentaire Hakawati, les derniers conteurs, un road movie qui suit deux marionnettistes en Palestine.

## Filmographie

### Longs métrages
- 1995 : Pigalle
- 1995 : Bye Bye
- 1998 : Hors jeu
- 2000 : Cuba feliz
- 2003 : Fureur
- 2008 : Khamsa — également production
- 2009 : Le Dernier Vol
- 2015 : Chouf — en coproduction avec 3B Productions
- 2024 : Revivre
- 2024 : Fainéant.es

### Courts métrages
- 1985 : Mains de…
- 1987 : Dans le sac
- 1988 : La Danse de Saba
- 1989 : New-rêve
- 1990 : Jalousie
- 1992 : Zoé la boxeuse
- 1992 : Le Boxeur endormi
- 1996 : Impression d'Afrique… du Sud

### Documentaires
- 2014 : Quatuor Galilée — également production
- 2020 : Hakawati, les derniers conteurs

### Télévision
- 1997 : Cinéma, de notre temps, épisode Citizen Ken Loach
- 2005 : Gris blanc

## Distinctions
- 1992 : Grand Prix au Festival du Film court en Plein air de Grenoble, pour Zoé la boxeuse
- 1994 : nomination pour le Lion d'or du meilleur film à la Mostra de Venise, pour Pigalle
- 1995 :
  - Prix spécial du jury au Festival international du cinéma de Sotchi, pour Pigalle
  - nomination pour l'Alexandre d'or du meilleur film au Festival international du film de Thessalonique, pour Bye Bye
  - Prix de la jeunesse au Festival de Cannes, pour Bye Bye
- 1996 : nomination au César de la meilleure première œuvre, pour Pigalle
- 1998 : nomination pour le Léopard d'or au Festival international du film de Locarno, pour Hors jeu
- 2003 :
  - Prix de la critique au Festival du cinéma d'amour et sentimental de Vérone, pour Fureur
  - nomination pour le Kinnari d'or au Festival international du film de Bangkok, pour Fureur
  - sélectionné en compétition à la Berlinale, pour Fureur
- 2008 : nomination pour le Léopard d'or au Festival international du film de Locarno, pour Khamsa
- 2014 : Premier Prix au Medimed, marché du documentaire méditerranéen de Sitges, pour Quatuor Galilée
- 2016 : sélection au Festival de Cannes, pour Chouf